# Tâm (hình học)

Hình tròn với chu vi (C) màu đen, đường kính (D) màu xanh lam
, bán kính (R) màu đỏ, và tâm của hình (O) màu xanh lá.

Trong hình học,  tâm của một đối tượng là một điểm mà theo một nghĩa nào đó nằm ở giữa đối tượng. Theo định nghĩa cụ thể của tâm được xem xét, một vật thể có thể không có tâm. Nếu hình học được coi là nghiên cứu các nhóm đẳng cấu thì tâm là một điểm cố định của tất cả các đẳng cấu di chuyển đối tượng lên chính nó.

## Đường tròn, mặt cầu và đoạn thẳng
Tâm của một đường tròn là điểm cách đều các điểm trên đường tròn. Tương tự, tâm của một mặt cầu là điểm cách đều các điểm trên mặt cầu, và tâm của một đoạn thẳng là trung điểm của đoạn thẳng đó.

## Đối tượng đối xứng
Đối với các đối tượng có tính đối xứng, tâm đối xứng là điểm không thay đổi của các phép đối xứng. Vì vậy, tâm của một hình vuông, hình chữ nhật, hình thoi hoặc hình bình hành là nơi các đường chéo giao nhau, đây là điểm cố định của các phép quay đối xứng. Tương tự, trung tâm của một elip hoặc hyperbol là giao điểm của hai trục.